# Mike Evans (basket-ball)
Pour les articles homonymes, voir Evans et Mike Evans (homonymie).
Michael Leeroyall Evans, Mike Evans, né le 19 avril 1955 à Goldsboro, est un joueur de basket-ball américain.

## Biographie
Il termine à deux reprises dans le Top 10 des meilleurs tireurs à trois points, troisième en saison 1983-1984 et en 1984-1985.